# Hemiancistrus holostictus
Hemiancistrus holostictus är en fiskart som beskrevs av Regan, 1913. Hemiancistrus holostictus ingår i släktet Hemiancistrus och familjen Loricariidae. Inga underarter finns listade i Catalogue of Life.